# Sừng hồng hoàng

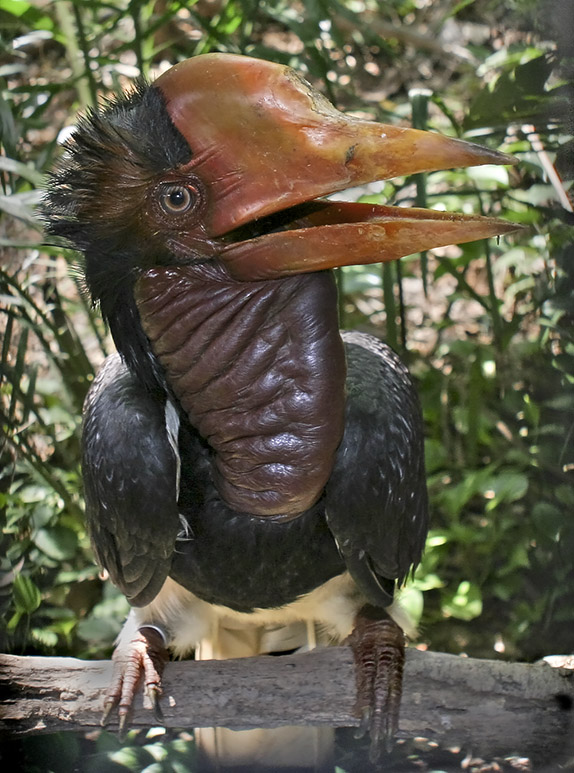
Mỏ sừng của hồng hoàng mũ cát (Rhinoplax vigil)

Sừng hồng hoàng (Hornbill ivory) hay còn gọi là sừng đỏ hay sừng tê điểu hay ngọc hạc đính là một vật dụng trang trí quý giá có nguồn gốc từ loài chim mỏ sừng hồng hoàng mũ cát (Buceros vigil), một loài chim lớn của bán đảo Mã Lai, Sumatra và Borneo. Chiếc sừng tê điểu đôi khi còn được nhắc tới như một chiếc ngà là một vật liệu đẹp để chạm khắc với bề mặt trơn nhẵn và sắc vàng do các chất tiết ra từ tuyến dầu. Hiện nay, loài chim hồng hoàng mũ cát là nạn nhân mới của buôn bán trái phép xuyên quốc gia các bộ phận động vật hoang dã, loài chim này đang dần bị lùng bắt vì cái sừng của nó để thỏa mãn nhu cầu của con người, nơi chúng được xếp vào hàng "Tam quý" gồm nanh hổ, vảy tê và hạc đính.

## Cấu tạo
Hồng hoàng mũ cát sống trong các khu rừng nhiệt đới ở Indonesia, Malaysia, miền Nam Thái Lan và cực nam Myanmar. Đây là loài chim lớn, có da trần quanh cổ với màu xanh lam ở con mái, màu đỏ anh đào ở con trống, lông đuôi đen trắng, tiếng kêu vang vọng của chúng từng là một âm thanh quen thuộc, chúng thường làm tổ trong hốc cây dễ nhận biết, khiến thợ săn dễ dàng tìm ra chúng, chúng nặng khoảng 03 kg. Chúng là loài chim hồng hoàng duy nhất trên thế giới có một chiếc mỏ sừng đặc mà nhiều nhà sưu tầm và kẻ đầu cơ tìm kiếm để làm tác phẩm điêu khắc cỡ nhỏ, đồ trang sức và trang trí, dẫn đến một mức giá cao hơn cả ngà voi.
Chúng có cục u tạo thành từ chất sừng (một loại protein sợi) kéo dài dọc phần trên mỏ đến hộp sọ. Chiếc sừng cứng như sắt này có thể chiếm 11 % trọng lượng con chim. Phần sừng đỏ kéo dài dọc từ phần trên mỏ đến hộp sọ, được cho là phát triển từ thói quen giao chiến hàng giờ của nó, bề mặt trơn nhẵn và sắc vàng do các chất tiết ra từ tuyến dầu vì các loài chim sử dụng đầu để xoa chất dầu bảo vệ từ tuyến này lên bộ lông, chân và bàn chân. Có hơn 60 loài chim mỏ sừng sinh sống ở châu Phi và châu Á, tất cả đều có sừng rỗng, trừ chim hồng hoàng mũ cát, chỉ duy nhất chim hồng hoàng này là có mỏ đặc ruột. Con trống sử dụng chiếc sừng trong những cuộc giao chiến. Ngoài ra, cả chim trống và mái đều dùng chiếc sừng như một dụng cụ đào côn trùng từ những thân cây mục ruỗng. 

## Sử dụng

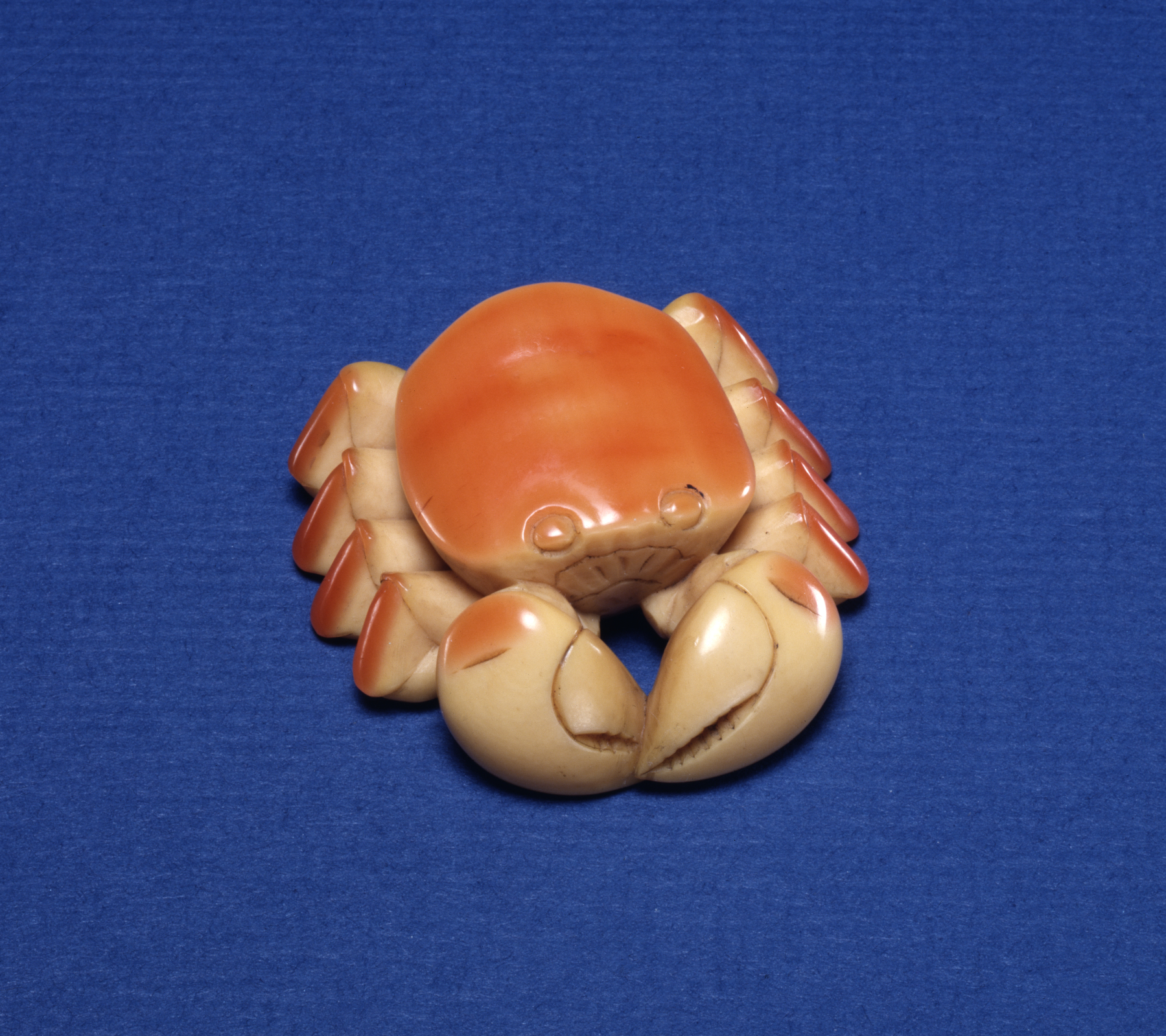
Một vật trang trí được làm từ sừng hồng hoàng

Hồng Hoàng nói chung là một loài chim có ý nghĩa văn hóa, tâm linh đặc biệt trong tiềm thức một số quốc gia, mỏ sừng loài chim quý hiếm này có giá trị rất lớn, thường chỉ dành cho tầng lớp quý tộc, Những người đàn ông của một số bộ lạc tại Ấn Độ sử dụng lông của chúng để làm mũ đội đầu. Việc sử dụng sừng hồng hoàng mũ cát đã có từ hơn 2.000 năm trước. Người dân ở Borneo sử dụng vật liệu này để chế tạo đồ trang trí. Người dân bản địa trong khu vực sinh sống của loài chim mỏ sừng này như Kenyah và Kelabit, từ lâu đã chạm khắc những chiếc sừng của chúng thành vật tinh xảo. Ở Malaysia, những chiếc nhẫn sừng ngà được cho là đổi màu khi tiếp xúc với thực phẩm độc.
Người Trung Quốc đã gặp vật liệu này vào thế kỷ 14 và nó sớm trở thành một mặt hàng thương mại quan trọng tại Brunei. Khi thương mại giữa Borneo và Trung Quốc bắt đầu vào khoảng năm 700, bộ phận này cũng chứng tỏ giá trị quốc tế. Các ghi chép cho thấy sừng hồng hoàng mũ cát được gửi đi như cống phẩm cho nhà Đường và nhà Minh và tiếp tục được sử dụng phổ biến trong những thế kỷ tiếp theo, người Trung Quốc gọi bộ phận này là Hạc đính (bính âm chữ Hán: hèdǐng; âm Wade–Giles: ho-ting). Một số ghi chép nhắc đến việc tặng sừng tê điểu cho các tướng quân. Tuy nhiên, vào đầu thế kỷ 20, tê điểu trở nên rất hiếm do nạn săn bắn.
Phần mỏ sừng chim Hồng Hoàng được giới thợ thủ công Trung Quốc sử dụng để sáng tạo ra những tác phẩm có giá trị cao, những nghệ nhân Trung Quốc rất ưa chuộng sừng tê điểu và dùng nó để chế tác đồ cho giới quý tộc giàu có. Nghệ nhân Nhật Bản cũng chạm khắc mỏ sừng với nhiều hình ảnh tinh xảo thành những núm nơi dây thắt lưng kimono của nam giới. Những thợ chạm khắc Nhật Bản cũng sử dụng sừng tê điểu để tạo các đồ vật tinh xảo đeo trên thắt lưng kimono. Nhiều món đồ tinh xảo làm từ mỏ sừng chim Hồng Hoàng vượt biển đến nước Anh và trở thành thời trang của giới quý tộc nước này vào thế kỷ XIX. Một sản phẩm làm từ sừng hồng hoàng mũ cát là tinh xảo.
Sản phẩm này cũng từng được đề cập đến ở thời phong kiến của Việt Nam, trong tác phẩm Phủ biên tạp lục trong Quyển VI (Nói về thổ sản), nhà bác học Lê Quý Đôn từng đề cập đến: "Ở Thuận Hóa có thứ ngọc quý gọi là ngọc hạc đính giống như ngà voi, nhưng sắc ngọc nó vàng, lại hơi có điểm đỏ, thớ rất nhỏ và sáng sủa. Người ta chế ra làm hộp sáp và ngọc châu đeo chuỗi để niệm Phật, đeo thứ ngọc ấy có thể lánh xa loài rắn độc. Thứ ngọc này do tàu buôn ở Tây Dương đem đến, chứ không phải là thổ sản vậy. Xét ở sách Vũ Bị chí có chép nước Tam Phật Tề, có tên nữa là Cựu Cang (ở phía tây Trảo Oa về phía đông nam Tô Môn Cách Lạp) sản sinh loài chim hạc đính, lớn hon loài vịt, xương ở óc dầy hơn một thước, ngoài vàng trong đỏ, sắc sáng bóng rất đẹp. Nước Bột Nê (thuộc về bán đảo Mã Lai gần nước Trảo Oa) cũng có loài chim ấy".
Khi nhu cầu của con người ngày càng cao thì nạn săn trộm Tê Điểu để lấy mỏ sừng đã xuất hiện ngày một nhiều khi các thương nhân người Hoa ráo riết thu mua chúng sau đó bán cho giới thượng lưu với giá đắt đỏ. Đến giữa những năm 1800 nhu cầu đã lan sang phương Tây và các nước châu Âu. Nhẹ hơn ngà voi, dễ dàng chạm khắc hình ảnh tinh xảo thành mặt dây chuyền và các tác phầm nghệ thuật phức tạp nên mỏ sừng Tê Điểu trở thành món hàng được săn lùng nhiều nhất ở châu Á. Đối với các tầng lớp giàu có ở Trung Quốc, Nhật Bản, các vật dụng có mặt của "Tam quý" (gồm: nanh hổ, vảy tê tê và sừng hồng hoàng) là dấu hiệu của tiền bạc, giàu có, quyền lực và sự sang trọng. Ở Anh thời thế kỷ 19, những trang sức, vật dụng có sự xuất hiện của mỏ sừng trở thành xu hướng thời trang thời thượng của giới quý tộc Anh.

## Thị trường
Từ năm 2012, những dấu hiệu cảnh báo xuất hiện, chỉ trong năm 2013 đã có đến 6.000 con chim bị bắn chết để lấy sừng ở Tây Borneo. Nhu cầu về sừng đỏ của hồng hoàng mũ cát đã bùng nổ. Những sản phẩm từ sừng hồng hoàng loài chim này được bán với giá gấp năm lần giá sản phẩm từ ngà voi, giá trị của nó khoảng 6.150USD/kg (tức đắt gấp 3 lần ngà voi). Chúng được săn lùng ráo riết trên thị trường chợ đen, và Hong Kong đóng vai trò quan trọng trong thảm kịch đón đợi hồng hoàng mũ cát. Sừng của loài chim này là nguyên do khiến nó bị săn lùng. Sản phẩm chế tác từ mỏ chim hồng hoàng thực sự là thứ mà các đại gia Trung Quốc mong mỏi có được nhằm thể hiện đẳng cấp thượng lưu.
Mỗi năm, hàng nghìn con chim mỏ sừng bị giết để lấy sừng và các tay săn trộm thường bán đầu chim sang Trung Quốc. hàng nghìn con chim tê điểu bị giết để lấy ngà và các tay săn trộm thường bán đầu chim sang Trung Quốc. Chỉ trong vòng 2 năm, các nhà chức trách đã thu được 2.100 đầu chim tê điểu từ các tổ chức buôn lậu ở Trung Quốc và Indonesia. Trong năm 2012-2014, các nhà chức trách đã thu được 1.111 chiếc sừng từ tổ chức buôn lậu ở West Kalimantan, Indonesia. Ông Yokyok Hadiprakarsa, nhà nghiên cứu chim mỏ sừng, ước tính khoảng 6.000 con chim bị giết hàng năm ở Đông Á. Khác với nạn săn ngà voi và sừng tê giác đang trở thành tâm điểm chú ý, việc giết tê điểu lấy sừng chưa nhận được nhiều sự quan tâm của các nhà chức trách.
Nhu cầu sử dụng sừng hồng hoàng mũ cát bắt đầu giảm dần vào đầu thế kỷ XX, và ngừng hoàn toàn vào những năm 1950. Nghề thủ công bị mai một và loài chim được tự do phát triển. Nhưng nhu cầu lớn về vật liệu quý này đến từ Trung Quốc, các vụ bắt giữ những sản phẩm từ sừng hồng hoàng mũ cát ngày càng tăng ở Trung Quốc. Các công dân Trung Quốc thường du lịch đến Indonesia để việc buôn bán được dễ dàng hơn, và Hong Kong là điểm trung chuyển chủ chốt. Dù những món hàng có giá đến hàng triệu USD, và bất chấp tình trạng nguy cấp của loài chim, các khoản tiền phạt và án phạt đối với việc buôn lậu qua Hong Kong quá nhẹ để hoạt động như một biện pháp ngăn chặn hiệu quả. Khi số lượng loài chim này ở Indonesia sụt giảm, việc săn trộm sẽ lan sang Malaysia và Thái Lan.